# Mauves-sur-Loire
Mauves-sur-Loire é uma comuna francesa na região administrativa do País do Loire, no departamento de Loire-Atlantique. Estende-se por uma área de 14.75 km². Em 2010 a comuna tinha 3 294 habitantes (densidade: 223,3 hab./km²).